# Quentalia numalia
Quentalia numalia är en fjärilsart som beskrevs av William Schaus 1929. Quentalia numalia ingår i släktet Quentalia och familjen silkesspinnare. Inga underarter finns listade.